# Rødhovedet spætte
Den rødhovedede spætte (Melanerpes erythrocephalus) er en spætte i ordenen af spættefugle. Den rødhovedede spætte lever i det sydlige Canada og i det østlige USA.
Spætten spiser nødder og frugt samt insekter, som den kan fange i luften.